# Одиннадцать друзей Оушена (фильм, 1960)
«Одиннадцать друзей Оушена» (англ. Ocean’s Eleven) — кинофильм 1960 года, задуманный как своего рода бенефис «Крысиной стаи». Режиссёром фильма выступил голливудский ветеран Льюис Майлстоун. В жанровом отношении лента сочетает черты фильма-ограбления и музыкальной комедии.

## Сюжет фильма
Одиннадцать ветеранов-десантников (Оушен и десять его друзей) во главе с Дэнни Оушеном и Джимми Фостером решают ограбить пять казино Лас-Вегаса — «Сахара» (англ. Sahara), «Ривьера» (англ. Riviera), «Дезерт Инн» (англ. Desert Inn), «Сэндс» (англ. Sands), и «Фламинго» (англ. The Flamingo) в одну ночь.
Компания разрабатывает план новогоднего ограбления с точностью военной операции. Джош Говард садится за руль мусоровоза. Сэм Хармон выступает на сцене одного из отелей. Устанавливается взрывчатка на линиях электропередачи. Запасные электросистемы каждого казино тайно переделываются под потребности грабителей.
Ровно в полночь, когда в каждом казино Лас-Вегаса поют песню «Auld Lang Syne», линии электропередачи взрываются и Лас-Вегас погружается во тьму. Запасные электросистемы, вместо того, чтобы включить аварийное питание и сигналы тревоги, открывают кассы. Находящиеся в казино люди Оушена пробираются в кассы и собирают деньги. Они прячут добычу в мусорных баках отеля, возвращаются в казино и смешиваются с толпой. Когда свет вновь загорается, воры спокойно покидают казино. Мусоровоз с Джошем за рулём забирает мусорные баки с деньгами и без проблем проезжает мимо полиции.
Однако с одним из друзей Оушена, электриком Тони Бергдорфом, происходит сердечный приступ, и он умирает посреди Лас-Вегаса.
Бывший гангстер Дюк Сантос предлагает владельцам казино вернуть их деньги за вознаграждение. Он узнаёт о том, что Оушен находится в городе, и о его связи с Фостером, который является сыном подруги Дюка. Сантос разбирается во всём к тому времени, как тело Бергдорфа прибывает в морг.
Сантос противостоит ворам, требуя половину их добычи. В отчаянии воры прячут деньги в гроб с телом Бергдорфа, взяв 10 тыс. долларов для вдовы. Группа планирует вернуть остальные деньги, не отдавая ничего Сантосу, когда гроб доставят в Сан-Франциско.
Однако вдову уговорили устроить похороны в Лас-Вегасе, где тело и было кремировано вместе с деньгами. После похорон дороги друзей расходятся.

## В ролях
- Фрэнк Синатра — Дэнни Оушен[3]
- Дин Мартин — Сэм Хармон[3] (друг Оушена)
- Сэмми Дэвис-младший — Джош Ховард[4] (друг Оушена)
- Питер Лоуфорд — Джимми Фостер (друг Оушена)[4]
- Энджи Дикинсон — Беатрис Оушен[1]
- Ричард Конте — Энтони «Тони» Бергдорф[1] (друг Оушена)
- Сесар Ромеро — Дюк Сантос[1]
- Патрис Ваймор (англ. Patrice Wymore) — Адель Экстрём
- Джои Бишоп (англ. Joey Bishop) — «Мягкий» О’Коннорс[4] (друг Оушена)
- Аким Тамиров — Спирос Ацебос[1]
- Генри Сильва (англ. Henry Silva) — Роджер Корнил[4] (друг Оушена)
- Илка Чейз (англ. Ilka Chase) — Миссис Рестес
- Бадди Лестер (англ. Buddy Lester) — Винс Масслер (друг Оушена)
- Ричард Бенедикт (англ. Richard Benedict) — «Курчавый» Стеффенс (друг Оушена)
- Джин Уиллз — Миссис Грейси Бергдорф
- Норман Фелл (англ. Norman Fell) — Питер Реймер (друг Оушена)
- Клем Харви (англ. Clem Harvey) — Луис Джексон (друг Оушена)
- Хэнк Генри (англ. Hank Henry) — Мистер Келли (гробовщик)
- Лью Галло (англ. Lew Gallo) — Ревнивый молодой человек
- Роберт Фоулк (англ. Robert Foulk) — Шериф Виммер
- Ред Скелтон (англ. Red Skelton) — Ред Скелтон (камео, роль игрока)
- Джордж Рафт (англ. George Raft) — Джек Стрейджер[5][6]
- Чарльз Мередит — мистер Коэн, гробовщик (в титрах не указан)
- Ширли Маклейн — подвыпившая девушка (в титрах не указана)

## Съёмочная группа
- Режиссёр — Льюис Майлстоун[3]
- Сценарий — Джордж Клэйтон Джонсон, Джек Голден Рассел, Гарри Браун, Чарльз Ледерер, Билли Уайлдер
- Музыка — Нельсон Риддл, Джимми Ван Хейсен, Сэмми Кан, Уолтер Кент, Мэнни Куртц, Роберт Бернс, Лео Кордей, Эл Хоффман[7]
- Монтаж — Филип Уильям Андерсон[7]
- Художник-постановщик — Николай Ремизов[7]
- Декорации — Ховард Бристол[7]
- Костюмы — Ховард Шоуп[3]
- Грим — Гордон Бау, Роберт Шиффер[7]
- Звук — М. А. Меррик[7]
- Визуальные эффекты — Фрэнклин Солдо

## Премьера
Премьера фильма состоялась 10 августа 1960 года.

## Ремейк
В 2001 году был выпущен ремейк фильма «Одиннадцать друзей Оушена», который поставил Стивен Содерберг, где роль Дэнни Оушена исполнил Джордж Клуни, а также два продолжения — «Двенадцать друзей Оушена» (2004) и «Тринадцать друзей Оушена» (2007). В 2018 году вышел спин-офф фильма Содерберга «Восемь подруг Оушена», снятый Гэри Россом.